# B-141
La carretera B-141 es una carretera local de Cataluña, que enlaza Ripollet con Santa Perpetua de Moguda, pasando por el Polígono Industrial de Santiga. Tiene una longitud de 6 km aproximadamente.

## Itinerario
La carretera B-140 (Sabadell - Santa Perpetua de Moguda - Mollet del Vallès) llega a una rotonda cerca del pueblo de Santiga, que da inicio a la carretera B-141. A unos pocos metros, se ubica una gasolinera (de la compañía Shell), que da inicio al trayecto de la B-141 por el Polígono Industrial de Santiga (compartido con Santa Perpetua de Moguda y Barberá del Vallés). Al pasar casi 1 km, la B-141 entra en el término municipal de Barberá del Vallés, y llega a una gran rotonda, de la que continuará en dirección Ripollet (en este tramo, la B-141 se transforma en la Avinguda de Arraona). Un par de metros más adelante, la B-141 cruza un puente sobre la AP-7, y continua la Avinguda de Arraona (B-141) hasta una rotonda, en la que la B-141 entra en el término municipal de Ripollet, y se transforma en la Carretera de Santiga. Al pasar unos pocos metros, se ubica la masía catalana de Can Grases, y un poco más adelante, el edificio de la Casa Natura. Más adelante, la B-141 llega a una rotonda, al lado de la deixallería de Ripollet, que da la bienvenida a Ripollet (el tramo final de la B-141). Más adelante, entramos en la zona urbana de Ripollet, junto con una gasolinera (de la compañía Repsol). Unos pocos metros más adelante, encontramos el antiguo molino del Molí d'en Rata, y más adelante, la comisaría de la Policía Local. Al pasar la Policía Local, la B-141 llega a una rotonda, cerca del edificio del Ayuntamiento de Ripollet y de la Biblioteca Pública, de la que hace que la B-141 se transforme en el Carrer de Balmes. Unos metros más adelante, llegamos a una rotonda, junto con una gasolinera (de la compañía Galp), de la que hace que la B-141 se desvíe hacia la derecha (transformándose en el Carrer de Tarragona) y que de inicio a la BV-1411 (Ripollet - Moncada y Reixach) en el otro desvío. Al entrar en este desvío, la B-141 cruza un puente sobre el río Ripoll y la autopista C-58. Unos pocos metros más adelante, termina la B-141 enlazandose con la N-150 (Barcelona - Sabadell - Tarrasa).
- Datos: Q30908849